# Кос (герб)
Кос (пол. Kos, Koś, Koss) — прусський родовий шляхетський герб, західноєвропейського походження. Використовують близько 20 сімей, в основному у Пруссії, Мазовії та Литві.

## Опис
На срібному полі три червоні скоси. Над геральдичним шоломом, у короні — три страусині пера. 

## Згадки
Герб згадується у Каспра Несецького, Даховського (пол. Herby szlachty Prus Królewskich), Островського (пол. Księga herbowa rodów polskich) та Хжанського (пол. Tablice odmian)

## Рід Кос
Найвідомішим представником цього гербу був рід Кос фон дер Амсел з Королівської Пруссії і землі Хелмінської. За Даховським, рід походить з Італії, звідки переселився до Пруссії через Чехію у 1230.
В іншому рукописі, цей ж автор однак доводить, що цей рід походить із старої німецької шляхти фон дер Амсел (нім. Kos), яка осіла в Пруссії у 1250.
Представники роду Кос підтримували Тевтонський орден у війні 1454 — 1466. Після приєднання Королівської Пруссії до Польщі Коси залишились на місці, стали на службу Речі Посполитої і отримали різні значні посади, включно із сенаторськими. У 16 та 17 столітті рід вже був широко розповсюджений і володів багатьма селами на Помор'ю.

## Відомі представники роду
Ян Кос († 1662) — був у 1648-1662 воєводою хелмінським, у 1649-1655 підскарбієм пруським.
Ян Кос (інший) († 1702) —  у 1688-1702 воєвода хелмінський. Його сини Ян († 1712) обіймав посаду Смоленського воєводи, а Юзеф († 1717) — воєводи Лівонії.
Адам Кос († 1661) був Хелмінським єпископом.

## Інші роди, які використовують герб
Бакщевич, Балашевич, Бокщанин, Борський, Брунув, Бурський, Касак, Кобилінський, Косак, Косацький, Коссак, Маас, Мас, Ославський, 
Пластвіґ, Плушвіц, Полєський, Рабцевич, Россен, Жечковський, Сєміровський, Столінський, Вапелс, Ваплевський, Ваплівський, Закревський, Зубковський-Рапцевіч.